# Мілтон (Вермонт)
Мілтон (англ. Milton) — місто (англ. town) в США, в окрузі Читтенден штату Вермонт. Населення — 10 723 особи (2020).

## Демографія
Згідно з переписом 2010 року, у місті мешкали 10 352 особи в 3889 домогосподарствах у складі 2884 родин. Було 4147 помешкань
Расовий склад населення:
| - 96,9 % — білих - 0,7 % — чорних або афроамериканців - 0,6 % — азіатів - 0,3 % — корінних американців |

До двох чи більше рас належало 1,5 %. Частка іспаномовних становила 0,7 % від усіх жителів.
За віковим діапазоном населення розподілялося таким чином: 25,0 % — особи молодші 18 років, 66,2 % — особи у віці 18—64 років, 8,8 % — особи у віці 65 років та старші. Медіана віку мешканця становила 38,9 року. На 100 осіб жіночої статі у місті припадало 98,3 чоловіків;  на 100 жінок у віці від 18 років та старших — 97,0 чоловіків також старших 18 років.
Середній дохід на одне домашнє господарство  становив 85 583 долари США (медіана — 73 854), а середній дохід на одну сім'ю — 94 334 долари (медіана — 81 932). Медіана доходів становила 52 140 доларів для чоловіків та 39 859 доларів для жінок. За межею бідності перебувало 2,8 % осіб, у тому числі 0,0 % дітей у віці до 18 років та 7,0 % осіб у віці 65 років та старших.
Цивільне працевлаштоване населення становило 6148 осіб. Основні галузі зайнятості: освіта, охорона здоров'я та соціальна допомога — 18,6 %, виробництво — 17,0 %, роздрібна торгівля — 14,2 %.